# Международная академия астронавтики
Международная академия астронавтики (англ. International Academy of Astronautics, IAA) — международная общественная организация, объединяющая ведущих учёных и инженеров, работающих в области космических исследований. 

## Общие сведения
Основана в 1960 году по инициативе Теодора фон Кармана (1881—1963), одного из основоположников аэродинамики и ракетной техники. Активную роль в создании Академии сыграл Л. И. Седов, продолжительное время бывший её вице-президентом.
Признана ООН в 1996 году. Цель академии — способствовать исследованиям космического пространства и его использованию в мирных целях. Под эгидой академии издаётся научный журнал «Acta Astronautica». В 2021 году академия насчитывала 1240 членов из 88 стран, включая две категории: члены-корреспонденты (Corresponding Members) и действительные члены (Members). Международная академия астронавтики организует ежегодно Международный астронавтический конгресс (совместно с Международной астронавтической федерацией и Международным институтом космического права) а также около 20 конференций и симпозиумов по космическим исследованиям. Под эгидой академии действует около 30 рабочих групп, изучающих разные аспекты астронавтики — от физики Солнца до психологии поведения в космосе.
На 2023-2025 гг. президентом академии избран американец Джон Шумахер, вице-президентом академии по науке — американец Ральф МакНитт младший (англ. Ralph L. McNutt, Jr.).

### Участие России в Международной академии астронавтики
Членами академии является несколько десятков представителей российской науки и техники: учёных, космонавтов, конструкторов. Вице-президентом академии по науке с 2011 года был Анатолий Перминов, внесший вклад в проведение конференций под эгидой академии. В 2008 году была проведена первая совместная конференция с Российской академией космонавтики имени К. Э. Циолковского. На 2023-2025 гг. членами попечительского совета академии избраны россияне Лев Зелёный, Елена Фомина и Ефим Малитиков.

#### Члены-корреспонденты Международной академии астронавтики
Валерий Гейдарович Алиев — российский ученый, инженер, конструктор в области космического машиностроения, в области исследований и разработок, внедрения и использования новейших методов и технологий проектирования, целевого применения и эксплуатации перспективных ракетно-космических комплексов, доктор технических наук (1993).